# Hans Baindner
Hans Baindner (Kaufbeuren, 30 de janeiro de 1924 — Kaufbeuren, 9 de maio de 2003) foi um cabo alemão que serviu durante a Segunda Guerra Mundial. Foi condecorado com a Cruz de Cavaleiro da Cruz de Ferro.

## Condecorações
- Cruz de Ferro (1939)
  - 2ª classe (1 de março de 1944)
  - 1ª classe (2 de abril de 1944)
- Distintivo de Destruição de Tanques
- Distintivo da infantaria de assalto
- Insígnia de Combate Corpo a Corpo
  - em Bronze
- Cruz de Cavaleiro da Cruz de Ferro (24 de junho de 1944) como Gefreiter e metralhador na 11.ª Companhia/Jäger-Regiment 228[2]